# Hoornaar
Hoornaar est un village qui fait partie de la commune de Molenlanden dans la province néerlandaise de Hollande-Méridionale.
Hoornaar a été une commune indépendante jusqu'au 1er janvier 1986. Elle a fusionné avec Giessenburg, Hoogblokland, Arkel, Noordeloos et Schelluinen pour former la nouvelle commune de Giessenlanden. La mairie de cette commune se trouve à Hoornaar.